# Арсенолит
Арсенолит је природни минерал хемијске формуле As2O3. Кристалише тесерално на температурама испод 180 °, а на вишим температурама моноклинично. Када кристалише тесерално често има облик октаедра.
Арсенолит може бити беле, светложуте, плаве и црвене боје.